# Каріса Гендрікс
Каріса Гендрікс — канадська фокусниця та пожирачка вогню, а також стендап-комік. Виступає під сценічним псевдонімом Люсі Дарлінг.

## Раннє життя
Хендрікс народилася в місті Принс-Альберт  у провінції Саскачеван, виросла в Калгарі  де вона зараз і мешкає. Вона колишня студентка художнього факультету , модель  та вправна акторка вистав.

## Виконавська кар'єра
Вона була героїнею документального фільму «Дівчина у вогні» на каналі Super Channel 2016 року.
Її неодноразово згадували у великих ЗМІ, розповідаючи про зростання популярності «жінки-ілюзіоністки» оскільки в галузі сценічного ілюзіонізму історично домінували чоловіки, а жінки-ілюзіоністки вважаються «надзвичайно рідкісними».
Її неодноразово представляли на Мельбурнському фестивалі магії.
У 2019 році отримала посаду резидентної мисткині в Чиказькому Magic Lounge
Вона регулярно виступає у виставі «Чарівний замок» у Голлівуді, штат Каліфорнія, де грає роль «Люсі Дарлінг» — гостроязичної фокусниці, імідж якої частково створений за мотивами Дороті Паркер. «Люсі Дарлінг» — це краудворк-гурт, який допоміг Гендрікс залучити мільйони підписників у соціальних мережах. Каріса описує Люсі Дарлінг як персонаж, який просто захоплює її на сцені.

## Нагороди та визнання
У 2012 році вона встановила світовий рекорд Гіннеса  за те, як довго вона могла тримати запалений смолоскип у роті. Це досягнення було відображене як у Книзі рекордів Гіннеса у 2014 році, так і в фільмі «Ріплі: Хочете вірте, хочете ні» у 2015 році.
У 2017 році Гендрікс отримала нагороду Мельбурнського міжнародного фестивалю комедії,  нагороду за найкраще комедійне шоу на Мельбурнському фестивалі магії,  а в 2019 році здобула нагороду «Канадська висхідна зірка» від Фонду Аллана Слейта.  

## Зовнішні посилання
- Офіційний сайт